# La Tuerka
La Tuerka és un programa de televisió espanyol, produït per Producciones CMI, emès per Público TV a través d'Internet. La Tuerka va néixer com un programa de televisió amateur el 2010, creat per l'associació d'estudiants Contrapoder i la xarxa d'investigadors La Promotora, vinculades a la Facultat de Ciències Polítiques i Sociologia de la Universitat Complutense de Madrid.
Dirigit i presentat per Pablo Iglesias, el primer programa es va emetre el 18 de novembre de 2010. En els seus inicis s'emetia de dilluns a dijous simultàniament per les diferents cadenes pertanyents a l'Associació de Televisions Locals de la Comunitat de Madrid (Tele K Vallecas, Canal 33 Madrid Provincia Madrid, Tele Leganés, Tele Cuatro Caminos Distrito de Chamberí y Tetuán, Canal Norte Alcobendas y San Sebastián de los Reyes, Tele Corredor Campiña del Henares en la Provincia de Madrid i Tele Alcalá), amb el temps en algunes d'elles es va deixar d'emetre en deixar d'existir pels deutes o la impossibilitat d'aconseguir freqüència legal en la seva demarcació. Durant la cinquena temporada La Tuerka va passar de ser un programa setmana a cinc programes diferents emesos cada nit de dilluns a divendres:
- Otra vuelta de Tuerka: Cada diumenge. Presentat per Pablo Iglesias. Consisteix en una entrevista cara a cara amb diverses personalitats. Entre uns altres, han estat entrevistats el presentador Jesús Cintora, la política i advocada Cristina Almeida[3] i l'exjugador de bàsquet Fernando Romay.[4][5]
- La Tuerka Distrito Federal: Cada dimarts. Programa de recerca, reportatge i debat presentat per Noelia Vera i Tania Sánchez.
- La Tuerka News: Cada dimecres. Programa informatiu i humorístic presentat per Facu Díaz i Héctor Juanatey.
- En Clave Tuerka: Cada dijous. Una tertúlia amb diversos convidats presentada per Juan Carlos Monedero.

Juan Carlos Monedero va crear una societat limitada unipersonal anomenada Caja de Resistencia Motiva 2 Producciones l'octubre de 2013 i va declarar que aquesta societat finança La Tuerka. L'octubre de 2014, el programa va ser guardonat als premis Enfocados de Periodisme 2014. L'agost de 2015 va néixer la seva versió en català anomenada La Klau.